# Thornhill (Stirling)
Thornhill est un village situé dans le Stirling, en Écosse.